# شمشیربازی در المپیک تابستانی ۱۹۲۰
شمشیربازی در بازی‌های المپیک تابستانی ۱۹۲۰ نام رویداد ورزش شمشیربازی در بازی‌های المپیک تابستانی بود که در سال ۱۹۲۰ برگزار شد.

## جدول مدال‌ها
| رتبه | کشور                      | طلا | نقره | برنز | مجموع |
| ۱    | ایتالیا (ITA)             | ۵   | ۱    | ۰    | ۶     |
| ۲    | فرانسه (FRA)              | ۱   | ۴    | ۳    | ۸     |
| ۳    | بلژیک (BEL)               | ۰   | ۱    | ۰    | ۱     |
| ۴    | هلند (NED)                | ۰   | ۰    | ۲    | ۲     |
| ۵    | ایالات متحده آمریکا (USA) | ۰   | ۰    | ۱    | ۱     |

## کشورهای شرکت کننده
- بلژیک (۲۲)
- چکسلواکی (۹)
- دانمارک (۸)
- مصر (۱)
- فرانسه (۱۸)
- بریتانیای کبیر (۱۸)
- یونان (۳)
- ایتالیا (۱۹)
- هلند (۱۰)
- پرتغال (۸)
- سوئد (۸)
- سوئیس (۸)
- ایالات متحده آمریکا (۱۷)